# Mindelsee

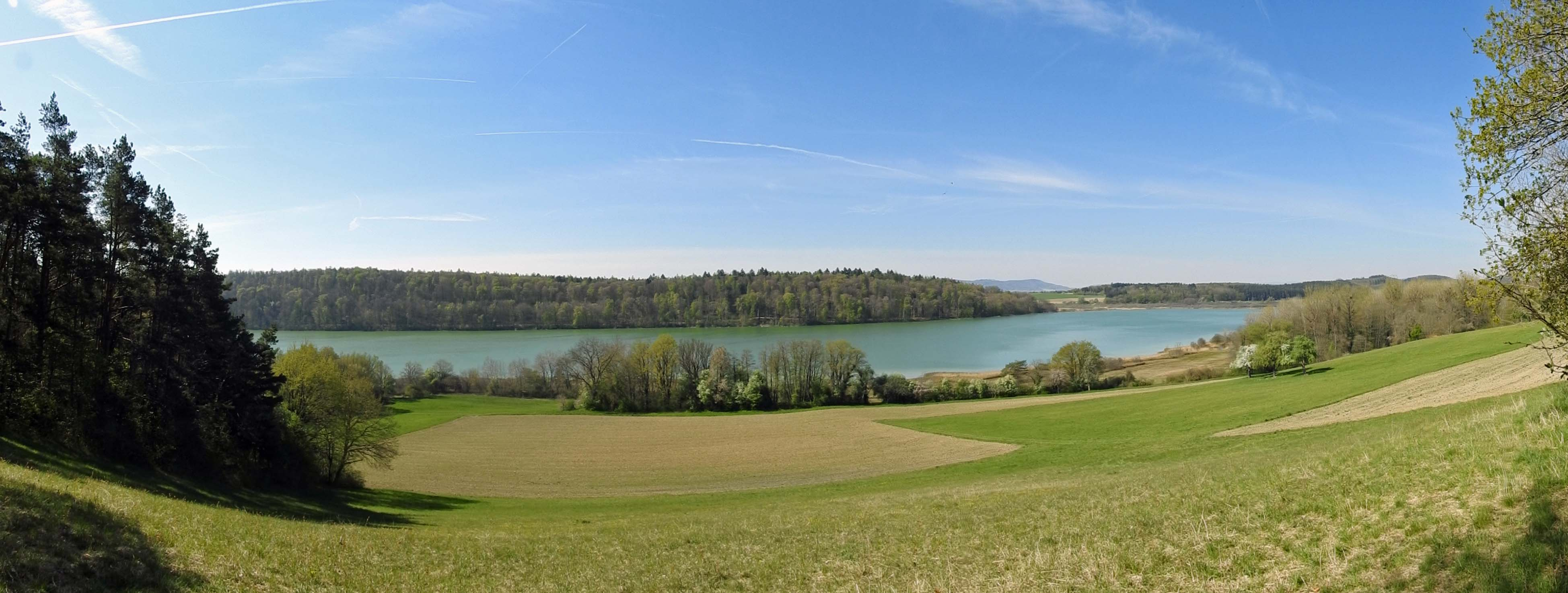
Mindelsee von Norden

Der Mindelsee ist ein Gletscherzungensee auf der Halbinsel Bodanrück auf den Gemarkungen Möggingen und Markelfingen im östlichen Gemeindegebiet von Radolfzell rund 1800 Meter nordöstlich von Markelfingen.
Die Seefläche beträgt bei einer mittleren Wassertiefe von acht Metern etwa 115 Hektar; sie erstreckt sich mit rund 2200 m Länge und rund 570 m Breite in Nordwest-Südost-Richtung; gespeist wird der Mindelsee neben etlichen Quellen aus Westen vom Fällgraben sowie aus Osten vom Krebs- und Adernbach, der Abfluss erfolgt über den Mühlbach in den Untersee.

## Entstehung
Das Mindelseebecken, das bis zu 100 Meter unter dem durchschnittlichen Höhenniveau der umliegenden jungeiszeitlichen Drumlinlandschaft liegt, wurde in der Würmeiszeit von einer Gletscherzunge des Rheingletschers ausgeschürft und füllte sich nach dem Abschmelzen der Gletscherzunge vor etwa 15.000 Jahren mit Wasser. In den weiten, feuchten, umliegenden Gebieten bildeten sich Niedermoore mit Torfschichten bis zu zehn Metern Mächtigkeit.
Neben dem Torfstich, der bis in die ersten Jahrzehnte des letzten Jahrhunderts währte, waren aber vor allem die Meliorationsmaßnahmen prägend für das Landschaftsbild des heutigen Mindelseegebietes, also Maßnahmen zur Werterhöhung des Bodens. Der Seespiegel wurde durch Verlandungsprozesse und später durch Trockenlegungsmaßnahmen, die schon im späten Mittelalter begannen, immer wieder abgesenkt, sodass der See von einstmals mehr als acht Kilometern Länge und bis zu zwei Kilometern Breite auf die heutige Ausdehnung schrumpfte. Gleichzeitig resultiert jedoch die Vielfalt der Lebensräume des heutigen Naturschutzgebietes aus diesen Versuchen, das Sumpfloch, wie es genannt wurde, trockenzulegen.

## Lebensräume
Das insgesamt kleine Mindelseegebiet beherbergt eine Reihe von Lebensräumen, von denen die meisten in unserer Zeit immer stärker gefährdet, oder schon zur Gänze verschwunden sind. Neben der offenen Wasserfläche sind das vor allem ausgedehnte Schilfzonen und trockenere Riedwiesen, verlandende Torfstichgebiete mit verbliebenen kleinen Weihern und Teichen, und daran anschließend Busch- und Hochbuschfluren. Die Ried-, Streu- und vor allem für die Schafweide extensiv genutzten Weidewiesen sind oft von einem artenreichen Heckensaum umgeben. Im Süden grenzt ein alter, hochstämmiger rotbuchendominierter Mischwald unmittelbar an den See. Entlang der zufließenden Bäche und des Mühlbaches sind Weiden- und Pappelgalerien entstanden. Besonders reich an sehr seltenen Pflanzen und Insekten sind die Kalkquellsümpfe im Norden und Osten des Sees.

## Schutzgebiete
Seit 15. August 1938 ist das Gebiet „Mindelsee“ durch Verordnung des damaligen Badischen Kultusministeriums mit einer Fläche von 411,9 Hektar Naturschutzgebiet (Schutzgebietsnummer 3.007). Weitere 48,8 Hektar sind seit 3. September 1984 als Landschaftsschutzgebiet „Mindelsee“ (3.35.014) ausgewiesen. Wesentlicher Schutzzweck beider Schutzgebiete ist der Erhalt des Mindelsees und der ihn umgebenden Gebiete als Lebensraum für eine außergewöhnliche Vielfalt gefährdeter oder vom Aussterben bedrohter Pflanzen- und Tierarten, als international bedeutendes Feuchtgebiet für Wasservögel, als Landschaftsraum von hervorragender Eigenart und Schönheit und als bedeutsames Demonstrations- und Forschungsobjekt für die Wissenschaft. Im Naturschutzzentrum Möggingen gibt es eine Ausstellung zum Thema Naturschutz.
Seit 2009 gehören NSG und LSG Mindelsee zum FFH-Gebiet „Bodanrück und westlicher Bodensee“, das insgesamt rund 14.341 Hektar groß ist und wurde damit nach den Richtlinien der Europäischen Union in die Liste der Natura-2000-Gebiete aufgenommen. Das rund 409 Hektar große SPA-Gebiet (Vogelschutzgebiet) „Mindelsee“ ist komplett umgeben vom SPA-Gebiet „Bodanrück“.

## Flora und Fauna
Mehr als 700 verschiedene Blütenpflanzen sowie Hunderte Moos- und Algenarten wurden im Mindelseegebiet festgestellt, darunter viele seltene, zum Teil vom Aussterben bedrohte Arten. Besonders erwähnenswert ist das Vorkommen von über 20 Orchideenarten, darunter das europaweit geschützte Torf-Glanzkraut, die Sumpf-Stendelwurz, die Sommer-Drehwurz, und Traunsteiners Knabenkraut.
Ebenso artenreich und vielfältig ist die Tierwelt. Fast 600 Käferarten, über 400 verschiedene Schmetterlinge sowie etwa 40 unterschiedliche Libellen kommen im Naturschutzgebiet vor.
Bemerkenswert sind auch die Vorkommen verschiedener Fledermausarten, darunter die des sehr gefährdeten Grauen Langohrs.
Im Naturschutzgebiet wurden an die 100 regelmäßig brütende Vogelarten gezählt, unter ihnen selten gewordene wie Neuntöter, Drosselrohrsänger, Mittelspecht oder Schwarzkehlchen. Die Flussseeschwalbe konnte mit Hilfe von im See verankerten Plattformen (Brutflößen) wieder angesiedelt werden. Trotz anscheinend optimaler Voraussetzungen verschwanden auch hier früher regelmäßig brütende Arten wie Bekassine, Raubwürger oder Wiedehopf. Im Herbst und Winter bietet der Mindelsee (solange er nicht zufriert) vielen Wasservögeln ein sicheres Rast-, Mauser- und Überwinterungsgebiet. Besonders hervorzuheben sind die Rast- und vereinzelten Wintervorkommen der in ihrem gesamten Verbreitungsgebiet gefährdeten Moorente.
Die Randbereiche des Sees, die Tümpel und Weiher sind reich an Amphibien und Reptilien. Wasserfrosch, Springfrosch und der Teichmolch finden hier ihre Lebensräume. Die Ringelnatter ist nicht selten, in den trockeneren Gebieten kommt die Zauneidechse vor.
Der Mindelsee wird von einer Berufsfischerin betreut – sowohl Besatz als auch Befischung unterliegen einer strengen Kontrolle.